# Floro Finistauri
Floro Finistauri (Acquasparta, 20 giugno 1944 – Chicago, 18 agosto 1983) è stato un aviatore italiano noto per aver comandato la pattuglia di nove velivoli Aermacchi SF-260 che nel 1983 ha ripercorso il tragitto della Crociera aerea del Decennale effettuata 50 anni prima da Italo Balbo.

## Biografia
Nel 1973, Finistauri è pilota collaudatore in Francia per poi trasferirsi in Italia, a Sesto Calende, dove viveva con la moglie e i tre figli, per lavorare per la Siai-Marchetti sempre collaudatore. Per commemorare il cinquantesimo anniversario della traversata dell'oceano Atlantico, svolto da Italo Balbo, Finistauri, per conto della impresa per cui lavora, comanda una pattuglia di nove velivoli Aermacchi SF-260 che ripercorre tale impresa. Il tragitto ha visto la partenza dalla città di Vergiate il 3 luglio 1983 e l'arrivo a metà dello stesso mese, a Chicago. Rientrato in patria, ritorna negli Stati Uniti per partecipare al salone aeronautico di Oshkosh. In tale frangente, rimane gravemente ferito durante un incidente aereo avvenuto nel corso di una dimostrazione il 6 agosto 1983. Il pilota muore il 18 agosto dello stesso anno.